# Michelle MacLaren
Michelle MacLaren est une réalisatrice et productrice canadienne née en 1965. Elle est principalement connue pour son travail sur les séries télévisées Breaking Bad et Game of Thrones.

## Filmographie

### Réalisatrice
- 2002 : X-Files : Aux frontières du réel (1 épisode : Amnésie)
- 2002 : FBI : Portés disparus (1 épisode)
- 2003 : John Doe (1 épisode)
- 2006 : New York, unité spéciale (1 épisode)
- 2006 : Population 436
- 2006 : Kyle XY (1 épisode)
- 2009-2013 : Breaking Bad (10 épisodes)
- 2010 : Memphis Beat (1 épisode)
- 2010 : Lie to Me (1 épisode)
- 2010 : The Event (1 épisode)
- 2010-2011-2013 : The Walking Dead (2 épisodes)
- 2011 : Camelot (1 épisode)
- 2011 : Hell on Wheels : L'Enfer de l'ouest (Hell on Wheels) (1 épisode)
- 2012 : NCIS : Enquêtes spéciales (1 épisode)
- 2012 : The River (1 épisode)
- 2013-2014 : Game of Thrones (4 épisodes)
- 2016 : Westworld (1 épisode)
- 2017 : The Deuce (2 épisodes)

### Productrice
- 1992 : Shame
- 1993 : L'Enfant de la dernière chance
- 1993 : Moment of Truth: A Child Too Many
- 1994 : Moment of Truth: To Walk Again
- 1994 : Moment of Truth: Broken Pledges
- 1994 : Un cœur pour vivre
- 1994 : Moment of Truth: A Mother's Deception
- 1995 : The Other Mother: A Moment of Truth Movie
- 1997 : Le Rêve impossible
- 1998 : Beauty
- 1999 : Les Yeux du cœur
- 1999-2000 : Harsh Realm (8 épisodes)
- 2000-2002 : X-Files : Aux frontières du réel (46 épisodes)
- 2005 : Night Stalker : Le Guetteur (1 épisode)
- 2010-2012 : Breaking Bad (34 épisodes)
- 2013 : Fencewalker

### Scénariste
- 1999 : Les Yeux du cœur

## Nominations
- 2010 : Primetime Emmy Award de la meilleure réalisation pour une série télévisée dramatique pour l'épisode Vendetta de Breaking Bad
- 2012 : Primetime Emmy Award de la meilleure série télévisée dramatique pour Breaking Bad
- 2013 : Primetime Emmy Award de la meilleure réalisation pour une série télévisée dramatique pour l'épisode Un nouveau jour se lève de Breaking Bad